# I grandi successi (Fiorella Mannoia)
I grandi successi è un album raccolta della cantante italiana Fiorella Mannoia, pubblicato il 25 febbraio 1998 per la Sony BMG.

## Tracce
1. Come si cambia – 3:50 (testo: Maurizio Piccoli – musica: Renato Pareti)
2. Ogni volta che vedo il mare – 3:27 (testo: Gaio Chiocchio – musica: Tony Cicco)
3. Viva la vita – 3:57 (testo: Marco Luberti – musica: Claudio Mattone)
4. Quasi amore – 3:40 (testo: Oscar Avogadro – musica: Mario Lavezzi)
5. Happy End – 3:35 (Mario Acquaviva)
6. Momento delicato – 4:13 (testo: Mogol – musica: Mario Lavezzi)
7. L'anima lo sa – 3:40 (testo: Oscar Avogadro – musica: Mario Lavezzi)
8. L'aiuola – 3:15 (testo: Mogol – musica: Mario Lavezzi)
9. Il pescatore – 3:15 (testo: Fabrizio De André – musica: Fabrizio De André, Gian Piero Reverberi, Franco Zauli)